# Interrupt
Un interrupt, in informatica, è un segnale asincrono che indica il "bisogno di attenzione" da parte di una periferica finalizzata ad una particolare richiesta di servizio, un evento sincrono che consente l'interruzione di un processo qualora si verifichino determinate condizioni (gestione dei processi) oppure più in generale una particolare richiesta al sistema operativo da parte di un processo in esecuzione.

## Tipologie
Ci sono due tipi di interrupt:
- Interrupt hardware generati da dispositivi esterni alla CPU (periferiche), che hanno il compito di comunicare il verificarsi di eventi esterni, di solito dispositivi di Input/Output. Un interrupt hardware costringe il processore a memorizzare il suo stato di esecuzione fino all'arrivo dell'interrupt e ad iniziare l'esecuzione della subroutine (sottoprogramma) (commutazione di contesto) che esegue il compito richiesto dall'interrupt, terminato il quale il processore riprende l'esecuzione delle operazioni che stava precedentemente elaborando. Nella pratica, si nota un rallentamento del sistema ed un aumento dell'uso della CPU, che può arrivare ad essere impegnata al 100% e per lunghi periodi.
- Interrupt software: sono delle istruzioni assembly, tipo INT xx o SYSCALL, che possono essere assimilate alle chiamate di sottoprogrammi, ma che sfruttano il meccanismo delle interruzioni per passare il controllo dal programma chiamante a quello chiamato, e viceversa; vengono utilizzati per accedere direttamente alle risorse del sistema operativo.

## Uso degli interrupt
Gli interrupt vengono utilizzati principalmente quando:
- un processo tenta di eseguire un'istruzione non valida, come una divisione per zero. In questi casi non è possibile proseguire con l'esecuzione del processo, perché genererebbe parecchi errori, corromperebbe i dati nei registri della CPU e/o porterebbe a un crash il sistema stesso. Quindi l'interrupt consente di informare il sistema operativo di quanto avvenuto in modo da permettere la corretta gestione del problema.
- un processo richiede un'operazione di I/O al sistema operativo. Le CPU moderne prevedono la possibilità di utilizzare diversi livelli di privilegi, per ragioni di sicurezza, che i processi in esecuzione possono ricevere. Solo il sistema operativo può effettuare alcune operazioni come accedere ad alcune aree di memoria protette o gestire le periferiche.
- un dispositivo di I/O informa la CPU che è disponibile a ricevere o fornire dati. In questo caso viene avviata un'opportuna procedura del sistema operativo preposta ad occuparsi della relativa periferica. Questo tipo di interrupt necessita una gestione molto attenta, infatti è possibile che due dispositivi abbiano generato un interrupt durante l'esecuzione di un processo, ed è necessario disporre di meccanismi che evitino conflitti e la perdita di informazioni, ad esempio decidendo quale interrupt ha maggiore priorità e deve essere eseguito per primo e ponendo in coda il secondo, delegando il compito al Programmable Interrupt Controller.
- il tempo massimo a disposizione per tale processo è raggiunto e lo scheduler deve riassegnare la CPU ad un altro processo in coda.
- viene effettuato il debugging di un'applicazione. Durante la fase di sviluppo di un programma è frequente la necessità di testare il funzionamento di quanto creato per scoprire e risolvere l'origine dei malfunzionamenti. Il debugging consente di seguire l'evoluzione del programma istruzione per istruzione, dando la possibilità di interrompere il processo in qualunque momento per verificare il valore di ogni parametro. Per effettuare questo è necessario che il codice sorgente sia compilato in maniera apposita, in questo caso se il programma viene eseguito sotto il controllo di un apposito programma, il debugger, ad ogni istruzione viene eseguito un interrupt che consente di verificare se in tale punto è richiesta l'interruzione del processo.

## Gestione degli interrupt
Nel momento in cui il processore riceve una richiesta di interrupt, vi è l'esigenza di determinare quale sia il dispositivo ad averla generata. Vi sono tre sistemi principali per farlo:
- Linee di interrupt multiple.
- Scansione degli interrupt (polling).
- Vettorizzazione degli interrupt.

Nelle linee di interrupt multiple ad ogni dispositivo è associato un proprio piedino del microprocessore per la gestione degli interrupt. Questo sistema è impraticabile per la gestione degli interrupt di numerosi dispositivi ma può essere utilizzato in tecnologie special purpose.
Le linee di interrupt possono essere mascherabili o non mascherabili, quelle non mascherabili sono riservate ad eventi come errori irreversibili della memoria, mentre quelle mascherabili possono essere disattivate dalla CPU prima dell'esecuzione di sequenze di istruzioni critiche che non devono essere interrotte.
La scansione degli interrupt consiste nell'effettuare una scansione dei dispositivi, interrogando ognuno per un'eventuale conferma della richiesta di interrupt inviata. Quando il dispositivo che ha generato l'interrupt viene interrogato, invierà una conferma al processore e quest'ultimo avvierà la ISR relativa. Impostando la sequenza della scansione è possibile impostare la priorità.
La vettorizzazione fa uso di un circuito integrato detto Programmable Interrupt Controller che ha in ingresso un certo numero di linee di interrupt request (IRQ), usate dai dispositivi per richiedere un'interruzione. Quando riceve una richiesta, il PIC si occupa di inviare a sua volta una richiesta di interrupt al processore e, dopo che quest'ultimo ha confermato la richiesta (cosa che potrebbe non avvenire se gli interrupt fossero disabilitati), deposita nel bus dati l'indice del vettore di interrupt relativo all'indirizzo della ISR che gestisce l'interazione con il dispositivo. I vettori sono contenuti in una tabella situata ad una determinata locazione in memoria, predefinita o meno, e chiamata interrupt vector table (Interrupt Descriptor Table per 8086 e IA-32). Ogni vettore contiene i dati che permettono al processore di determinare l'indirizzo in memoria della ISR relativa al dispositivo che ha generato l'interrupt, e di gestire quindi l'operazione di I/O richiesta.